# Emmanuelle (film 2024)
Emmanuelle è un film erotico-drammatico del 2024 co-scritto, prodotto e diretto da Audrey Diwan.
Adattamento cinematografico dell'omonimo romanzo di Emmanuelle Arsan, è un reboot della serie di film erotici cominciata con Emmanuelle (1974).

## Trama
Emmanuelle, responsabile della qualità per un marchio alberghiero di lusso, arriva a Hong Kong per valutare un hotel gestito da Margot, con l'incarico di trovare una buona ragione per licenziarla. Alla ricerca di un piacere perduto, vive numerose esperienze sensuali all'interno dell'hotel e incontra Kei, un misterioso cliente di cui si invaghisce.

## Produzione
Originariamente, Léa Seydoux avrebbe dovuto interpretare Emmanuelle.

## Promozione
Il trailer del film è stato pubblicato online il 2 luglio 2024.

## Distribuzione
Il film è stato presentato in anteprima al Festival internazionale del cinema di San Sebastián il 20 settembre 2024 e distribuito nelle sale cinematografiche francesi da Pathé il 25 settembre.